# Dalduba faticana
Dalduba faticana  (лат.) — вымерший вид тараканосверчков из семейства Daldubidae (Grylloblattida), единственный в составе монотипичного рода Dalduba. Обнаружен и впервые описан в 1996 году российским энтомологом Сергеем Юрьевичем Стороженко в верхнекарбоновых отложениях Сибири (Стороженко, 1996) в районе реки Чуня, правого притока Подкаменной Тунгуски в Красноярском крае России.

## Описание
Известны только по крыльям: переднее крыло имеет длину от 39 до 42 мм. В радиальном поле поперечные жилки образуют 2 ряда ячеек. Переднее крыло крупное с округлой вершиной, неопушенное, мембранозное. Один из наиболее примитивных представителей из всех гриллоблаттидовых, обладает чертами сходства с примитивными тараканообразными. Анальные жилки в переднем крыле слабо изогнуты. Предположительно, их личинки жили у кромки воды и, видимо, от них позднее произошли веснянки (Стороженко, 1996).